# Polystichum transkeiense
Polystichum transkeiense är en träjonväxtart som beskrevs av W. Jacobsen. Polystichum transkeiense ingår i släktet Polystichum och familjen Dryopteridaceae. Inga underarter finns listade.